# 名古屋市立平田小学校
名古屋市立 平田小学校（なごやしりつ ひらたしょうがっこう）は、名古屋市西区西原町の公立小学校。

## 歴史

### 沿革
- 1967年（昭和42年）4月 - 名古屋市立山田小学校分校として発足[1]。
- 1968年（昭和43年）4月 - 名古屋市立平田小学校として分離独立[1]。
- 1970年（昭和45年）4月 - 名古屋市立平田幼稚園併設[1]。
- 1972年（昭和47年） - 体育館兼講堂として志游館が完成[WEB 2]。
- 1975年（昭和50年）4月 - 平田小学校分校が名古屋市立浮野小学校として分離[1]。
- 1976年（昭和51年）4月 - 障害児学級開設[1]。
- 1977年（昭和52年） - 校歌として「朝日を浴びて」制定[WEB 2]。
- 1999年（平成11年） - トワイライトスクール設置[WEB 2]。
- 2011年（平成23年） - 校地に併設されていた名古屋市立平田幼稚園が閉園[WEB 2]。
- 2023年（令和5年）12月 - 児童数減少による小規模校を解消するため、浮野小学校との統合（案）が検討された。[WEB 3]。

### 児童数の変遷
『愛知県小中学校誌』（1998年）によると、児童数の変遷は以下の通りである。
| 1968年（昭和43年） | 749人 |  |
| 1977年（昭和52年） | 988人 |  |
| 1987年（昭和62年） | 722人 |  |
| 1997年（平成9年）  | 446人 |  |

## 通学区域
所管する名古屋市教育委員会は、2019年（令和元年）9月1日現在、西区のうち、円明町・上橋町・木前町・城町・城西町・西原町・平出町・平中町・丸野二丁目・見寄町・山木一丁目・山木二丁目の全域を通学区域として指定している。
また、卒業後の進学先は名古屋市立平田中学校となっている。

## アクセス
- 名古屋市営バス「平田小学校」停留所下車[WEB 1]

### WEB
1. 1 2  名古屋市教育委員会事務局総務部企画経理課企画統計係 (2018年9月18日). “西区の小・中学校一覧”.   名古屋市. 2020年5月18日閲覧。
2. 1 2 3 4  “学校の歴史”.   名古屋市立平田小学校. 2020年5月18日閲覧。
3. ↑  “浮野小学校と平田小学校の統合(案)について”.   名古屋市 (2024年1月10日). 2024年2月18日閲覧。
4. ↑  名古屋市教育委員会事務局総務部教育環境計画室計画係 (2019年9月1日). “名古屋市立小・中学校の通学区域一覧（西区）” (PDF).   名古屋市. 2020年5月18日閲覧。
5. ↑  教育委員会事務局総務部教育環境計画室計画係 (2018年4月1日). “名古屋市立中学校区一覧（小→中）” (PDF).   名古屋市. 2020年5月18日閲覧。

### 書籍
1. 1 2 3 4 5 6 7  六三制教育五十周年記念愛知県小中学校誌編集委員会 1998, p. 301.